# Paycom中心
Paycom中心是一座位於美国奧克拉荷馬州奧克拉荷馬市中心的室內體育館，2010年以前的名字為福特中心（英語：Ford Center）2010-2011改名為奧克拉荷馬市球場 (英語: Oklahoma City Arena)，2011-2021年由切薩皮克能源公司冠名贊助改名切薩皮克能源公司球場（英語：Chesapeake Energy Arena）。2022年改由Paycom公司冠名贊助更名為Paycom中心 (英語: Paycom Center ) 。此體育館現為國家籃球協會（NBA）奧克拉何马城雷霆的主場。

## 外部連結
http://www.paycomcenter.com/ （页面存档备份，存于） Paycom Center官網
https://www.paycom.com/ （页面存档备份，存于） Paycom 公司
（页面存档备份，存于）